# قره‌بخشی‌لی (گول‌باشی)
قره‌بخشی‌لی (به ترکی استانبولی: Karabahşılı) یک منطقهٔ مسکونی در ترکیه است که در گول‌باشی واقع شده‌است.